# Patricia Barbara Zimmermann
Patricia Barbara Zimmermann (* 13. Dezember 1914 in Freidorf, Königreich Ungarn, Österreich-Ungarn; † 10. Mai 2007 in Ingolstadt) war eine deutsche Benediktinerin vom Orden Sankt-Lioba, die 1952 vom Bukarester Militärgericht wegen Landesverrats, Spionage für den Vatikan und für die Vereinigten Staaten sowie Nazi-Propaganda zu 23 Jahren Gefängnis und Zwangsarbeit verurteilt wurde.

## Leben und Wirken
Patricia Zimmermann wurde 1914 in Freidorf, heute ein Stadtbezirk von Timișoara, geboren.
Sie besuchte das Gymnasium in Timișoara, Periam und Freiburg. 1939 trat sie dem Orden der Benediktinerinnen in Sankt Lioba bei und wirkte anschließend in der Ordensniederlassung in Timișoara. Zusammen mit der Priorin Hildegardis Wulff setzte sie sich als Helferin für die Heimkehrer der in die Sowjetunion verschleppten Rumäniendeutschen und der aus den Lagern Jugoslawiens geflüchteten Deutschen ein.
Am 18. August 1950 wurde Zimmermann zusammen mit Wulff wegen Landesverrats, Spionage für  den Vatikan und für die Vereinigten Staaten sowie Nazi-Propaganda verhaftet und am 19. Februar 1952 vom Militärgericht Bukarest zu 23 Jahren Gefängnis und  Zwangsarbeit verurteilt. Patricia Zimmermann war nacheinander in den Gefängnissen in Bukarest, Jilava, Mislea, Arad, Miercurea Ciuc, Brașov und Văcărești eingekerkert.
Am 31. Mai 1959 wurde sie zusammen mit Hildegardis Wulff, Domherr Josef Nischbach, dem ehemaligen Abgeordneten der Banater Schwaben im rumänischen Parlament Franz Kräuter und dem Studenten Winkler nach Ost-Berlin gebracht, wo sie gegen zwei rumänische Spione ausgetauscht wurden.
Am 1. Juni 1959 wurden die vier ehemaligen politischen Häftlinge der Westberliner Polizei übergeben und kamen schließlich ins Mutterhaus der Benediktinerinnen von St. Lioba in Freiburg-Günterstal. Patricia Zimmermann wirkte im Freiburger Caritasverband. Seit 1980 war sie als Katechetin am staatlichen Berufsbildungszentrum für Landwirtschaft, Hauswirtschaft und Sozialpflege in Schweinfurt tätig. 1981 ging sie in den Ruhestand und lebte in Hambach bei Schweinfurt.
Schwester Patricia Zimmermann verstarb am 10. Mai 2007 in Ingolstadt.

## Auszeichnungen
- 1960 bekam Schwester Patricia Zimmermann von Papst Johannes XXIII. den Verdienstorden Benemerenti verliehen.[2]